# Laura Roca Montalà
Laura Roca Montalà (Terrassa, 8 de gener de 1980) és una exnadadora olímpica espanyola. Va participar en els Jocs de Sidney 2000 i Atenes 2004.
L'any 1986 va iniciar la seva carrera esportiva com a nedadora al Club Natació Terrassa, club que la va veure créixer i assolir els majors èxits de la seva trajectòria. Subcampiona d'Europa a Berlín l'any 2002 i Campiona d'Europa a l'europeu de Madrid l'any 2004. En els Jocs del Mediterrani a Tunísia l'any 2001 va ser l'esportista amb més medalles de totes les disciplines esportives, amb 5 medalles (4 ors i una plata). Des de l'any 1997 va ser la referent en la prova dels 200 metres lliures rebaixant el record d'Espanya del moment 2.04.22 a 2.00.77, temps que a l'actualitat encara serviria per estar a la final de la prova al Campionat d'Espanya. Va formar part de 4 Campionats del Món Absoluts (Perth 1998, Fukuoka 2001, Barcelona 2003 i Shanghai 2006) 4 Europeus en piscina de 50 metres (Sevilla 1997, Istambul 1999, Hèlsinki 2000, Berlín 2002 i Madrid 2004).